# Anna Styszyńska
Anna Styszyńska (ur. 15 kwietnia 1954 w Jarocinie) – polska geograf, doktor habilitowany nauk o Ziemi, profesor nadzwyczajny Akademii Morskiej w Gdyni i Politechniki Gdańskiej.

## Życiorys
Do 1977 studiowała geografię na Uniwersytecie im. Adama Mickiewicza w Poznaniu. W 1977 została zatrudniona na Wydziale Nawigacyjnym Wyższej Szkoły Morskiej w Gdyni. Początkowo pracowała jako pracownik naukowo-techniczny, w 1980 została starszym asystentem, a później adiunktem. Od 2007 jest profesorem nadzwyczajnym Akademii Morskiej w Gdyni. W tym samym roku została kierownikiem Katedry Meteorologii i Oceanografii Nautycznej oraz członkiem Rady Wydziału. W 2008 weszła w skład Senatu Akademii Morskiej w Gdyni. W latach 80. i 90. XX wieku prowadziła też zajęcia na Wydziale Administracyjnym Wyższej Szkoły Morskiej w Gdyni.
W 2006 habilitowała się na podstawie pracy Przyczyny i mechanizmy współczesnego (1982-2002) ocieplenia atlantyckiej Arktyki, złożonej na Uniwersytecie w Poznaniu.
Jako pracownik szkoły odbywała rejsy na statkach szkolnych, jako oficer praktyk (nadzorując praktyki morskie studentów) albo oficer meteorologiczny. Na statkach spędziła ponad trzy lata, pracując w tropikach, na Morzu Śródziemnym oraz w rejonach antarktycznych i arktycznych (Morze Barentsa, Cieśnina Beringa, Spitsbergen).
Na zlecenie Urzędu Morskiego w Gdyni opracowała wymogi egzaminacyjne dla oficerów pokładowych z zakresu meteorologii i oceanografii. Jest członkiem Państwowej Komisji Egzaminacyjnej przy Urzędzie Morskim w Gdyni.
Zainteresowania naukowe Anny Styszyńskiej to problematyka warunków hydroklimatycznych w strefach polarnych oraz ich wpływ na żeglugę. Prowadzi też badania nad wpływem oscylacji północnoatlantyckiej na klimat i pogodę Morza Bałtyckiego oraz Polski. Wraz z Andrzejem Marszem wprowadzała tę problematykę do polskich badań naukowych. Opracowała też oryginalną metodę szacowania dopływu energii promienistej Słońca na dowolnie umieszczoną płaszczyznę na Ziemi.
Autorka trzech publikacji książkowych oraz współautorka kolejnych trzech. Współredagowała cztery monografie i dwa tomy recenzowanych materiałów pokonferencyjnych. Pełna lista publikacji liczy ponad 100 pozycji. Jest członkiem towarzystw naukowych polskich i europejskich.

## Odznaczenia (wybrane)
- Srebrny Krzyż Zasługi[2]
- Medal Komisji Edukacji Narodowej[2]
- brązowa i srebrna Odznaka honorowa „Zasłużony Pracownik Morza”[2]

## Publikacje indywidualne
- Pole średnich temperatur powietrza nad wodami mórz wokółantarktycznych i główne prawidłowości jego kształtowania się (wraz z atlasem) (1985)[2].
- Dopływ promieniowania całkowitego Słońca do powierzchni o dowolnym nachyleniu i ekspozycji (1995)[2].
- Przyczyny i mechanizmy współczesnego (1982-2002) ocieplenia Atlantyckiej Arktyki (2005)[2].